# Brooklyn Trust Company
 (juin 2020).
La Brooklyn Trust Company était une banque de New York. Son siège est un bâtiment historique de Brooklyn, construit en 1916.

## Histoire
L'entreprise a été fondée en 1866. En 1873, elle a eu des difficultés qui ont entraîné une brève suspension des opérations. Entre 1913 et 1930, la société a acquis cinq autres banques par le biais de fusions. La société a fusionné avec la Manufacturers Trust Company le 13 octobre 1950 . Au moment de la fusion, la Brooklyn Trust Company comptait 26 succursales.

## Bâtiment
L'ancien siège de la Brooklyn Trust Company est un bâtiment historique de la banque situé à Brooklyn Heights. Le siège social inspiré de la Renaissance italienne a été construit entre 1913 et 1916 par le cabinet d'architectes York et Sawyer. Il a été inspiré du Palazzo della Gran Guardia à Vérone.
L'espace intérieur principal est inspiré de l'ancienne architecture romaine et de la Renaissance italienne. Le hall a de grands lustres suspendus à des plafonds voûtés à caissons, des fenêtres cintrées et un sol en marbre en mosaïque de style Cosmate. Le bâtiment a été classé en 1996. L'intérieur est également emblématique, et a été inscrit au registre national des lieux historiques en 2009.

## Usage actuel
L'immeuble a été vendu pour 9,7 millions de dollars en 2007 par JPMorgan Chase, successeur de la Brooklyn Trust Company par le biais de la Manufacturers Trust Company . Il a été acheté par Brookfield Asset Management qui à son tour l'a vendu à Stahl Real Estate Company. L'immeuble est principalement occupé par un cabinet d'avocats, mais Chase Bank loue toujours le rez-de-chaussée pour maintenir une succursale de banque de détail.

## Galerie

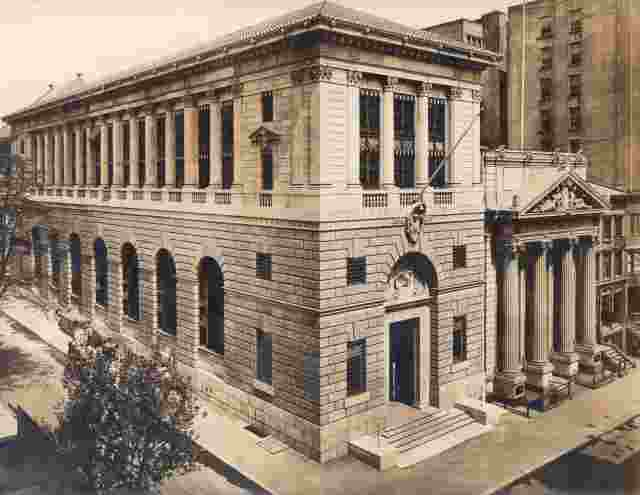
1916
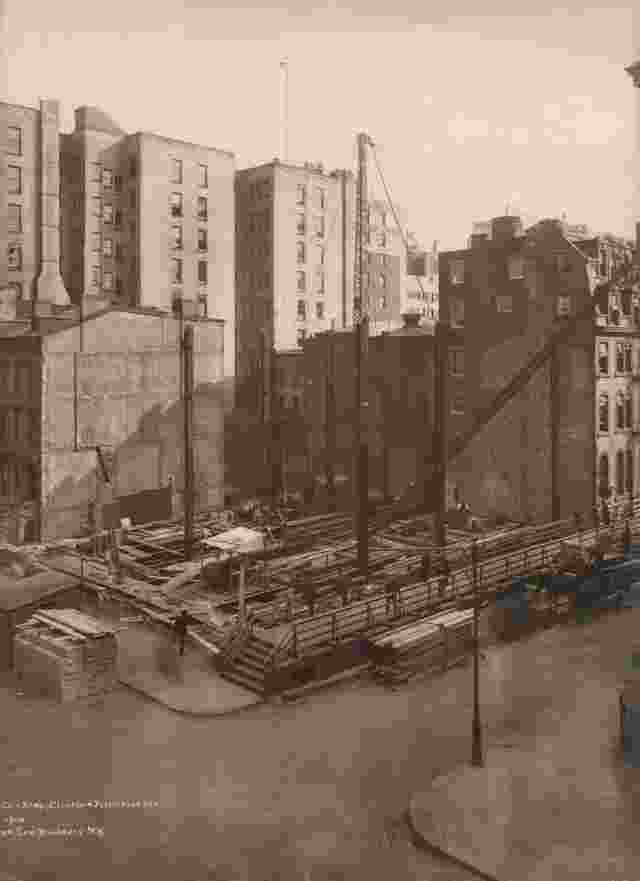
Sept 1914
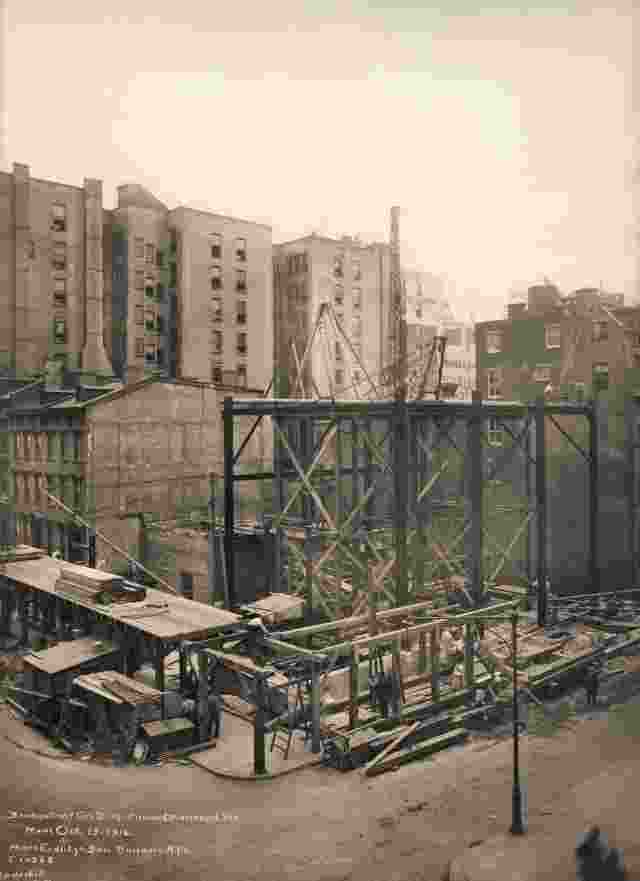
Oct 1914
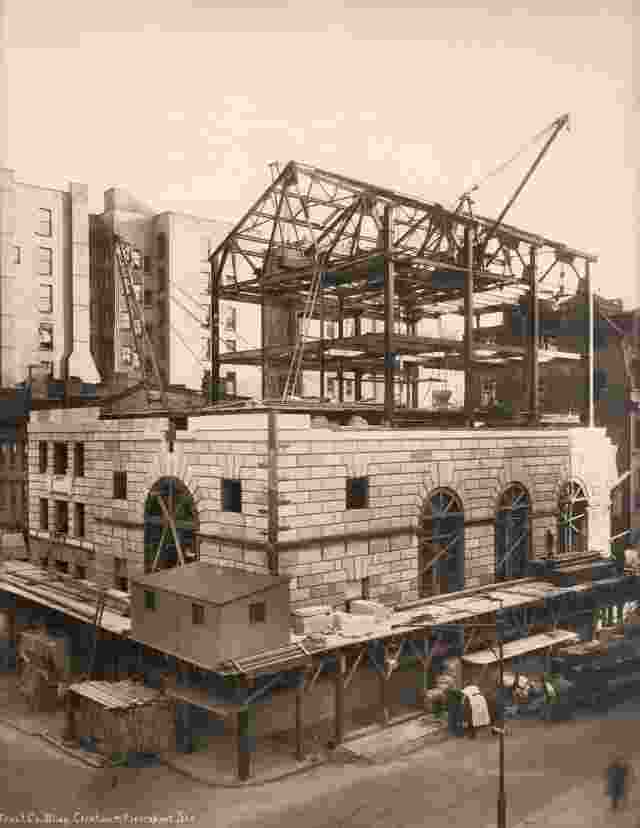
Nov. 1916
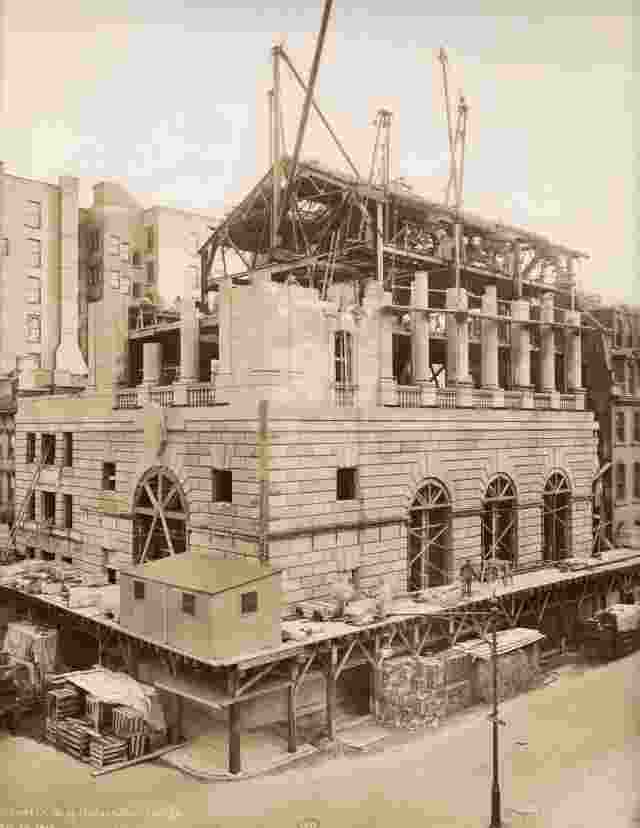
Déc 1914
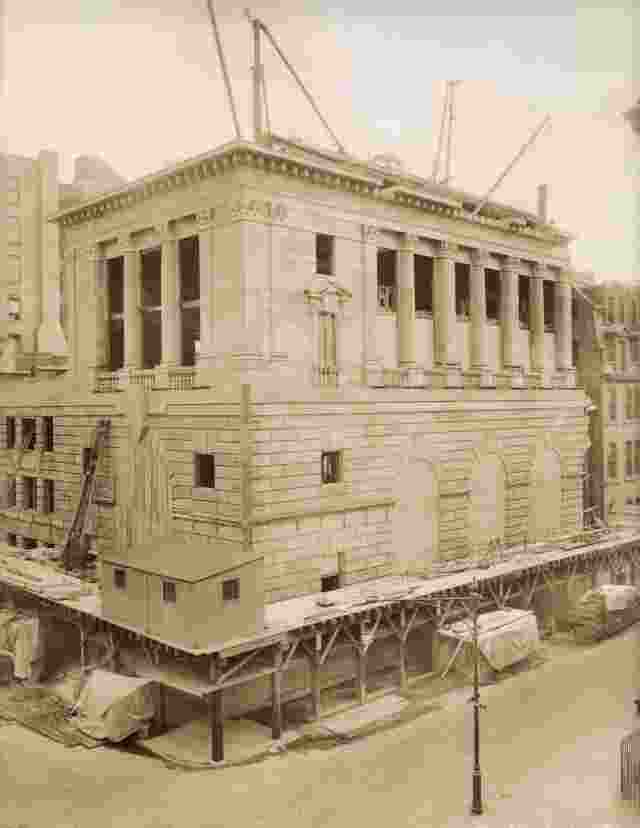
Janv.1915
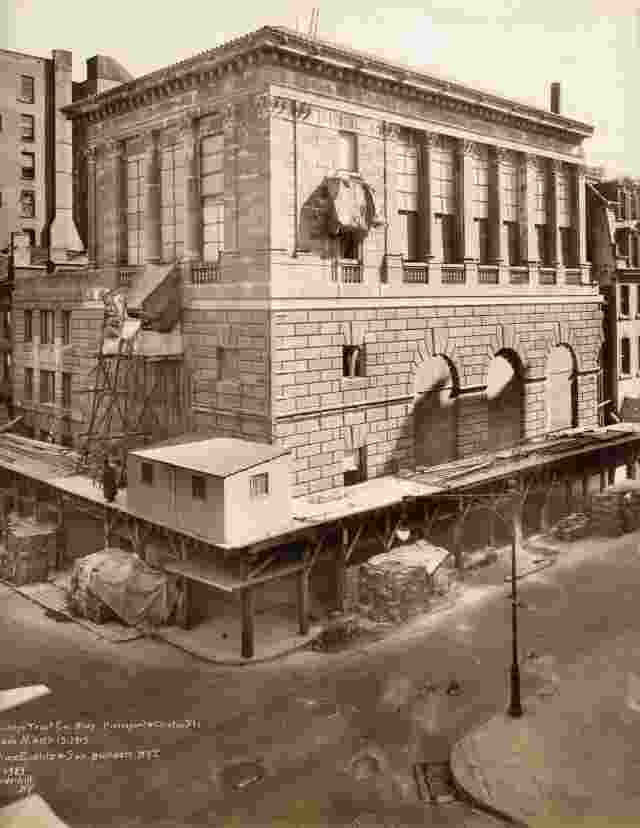
Févr.1915
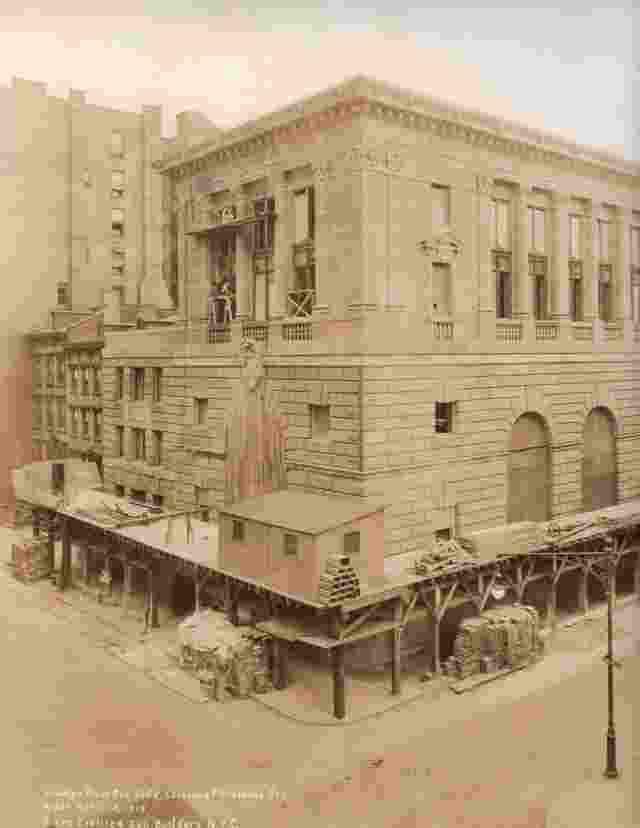
Mars 1915
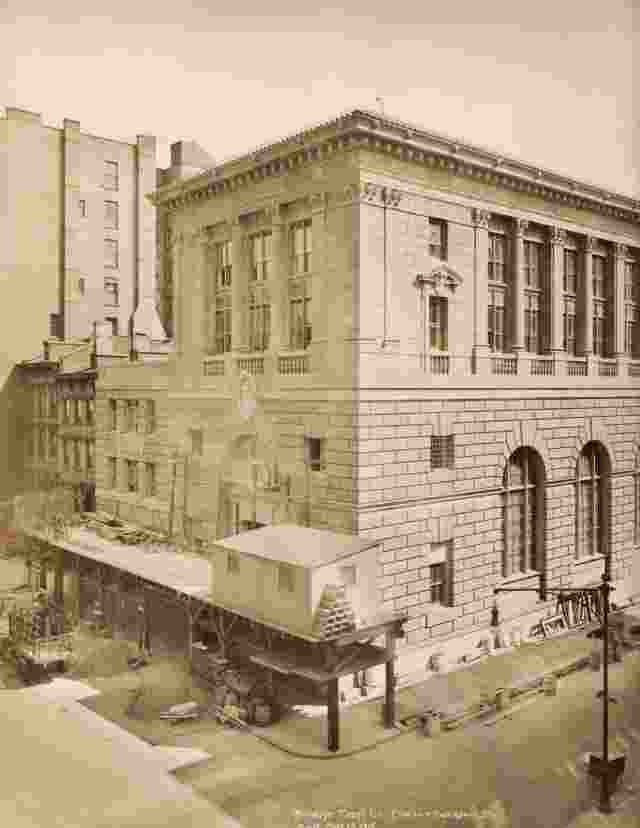
Avr 1915
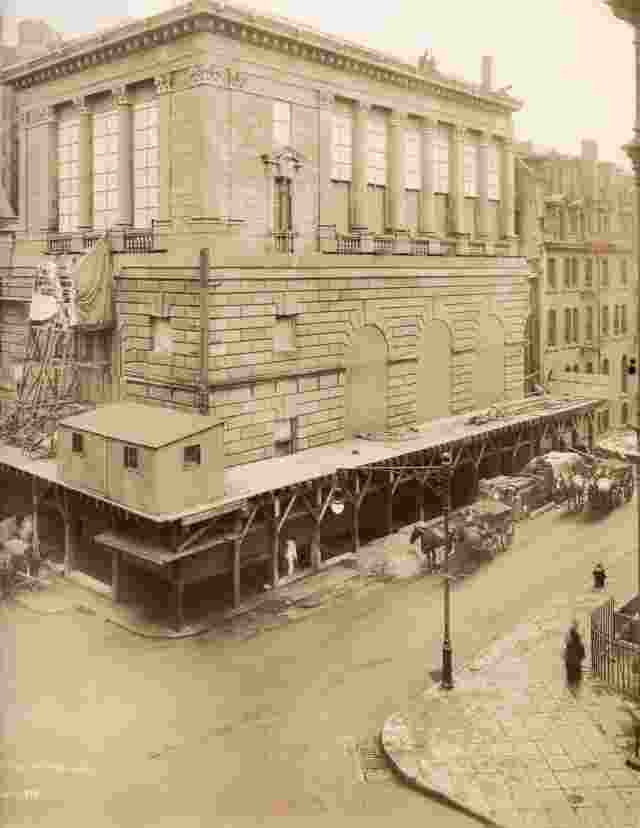
Mai 1915